# Nise da Silveira
Nise da Silveira (n. 15 februarie 1905, Maceió, Alagoas, Brazilia – d. 30 octombrie 1999, Rio de Janeiro, Rio de Janeiro, Brazilia) a fost psihiatru și psiholog brazilan, elevă a lui Carl Jung. Este celebră pentru metodele ei de tratament (printre care Pet-therapy), opuse formelor agresive de tratament psihiatric (electroșocuri, terapia cu insulină, lobotomie etc).
„La Casa das Palmeiras este un mic teritoriu liber”—Nise da Silveira, 
A Casa das Palmeiras è um pequeno território livre.

## Biografie
Născută în Maceió în 1905, într-o familie braziliană bogată, Nise da Silveira a studiat la Colégio do Santíssimo Sacramento A urmat apoi facultatea de medicină din Salvador de Bahia, între 1921-1926, fiind singura femeie printre cei 157 de absolvenți.
Ea s-a căsătorit cu colegul ei, Mário Magalhães da Silveira, cu care a trăit până la moartea sa în 1986.
În anii '30, Nise da Silveira a fost acuzată că poseda cărțile lui Karl Marx, mai târziu fiind chiar închisă. La mijlocul anilor '30 ea a lucrat în semi-clandestinitate. Influențată de lecturile din Spinoza, a publicat în anul 1955 Cartas à Spinoza.
În 1952, ea a fondat Museu de Imagens do Inconsciente („Muzeul imaginilor inconștientului”), în Rio de Janeiro, un centru de studiu și de cercetare pentru conservarea lucrărilor produse de pacienți adăpostite în cadrul Institutului, considerându-le ca fiind documente utile pentru a deschide noi posibilități pentru o mai bună înțelegere a lumii interioare a pacienților suferind de schizofrenie.
Câțiva ani mai târziu, în 1956, a dezvoltat un alt proiect inovator de psihiatrie a timpului: Casa das Palmeiras, o clinică de reabilitare pentru pacienții cu afecțiuni psihice severe. În această bază de tratament, pacienții sunt tratați ca externi, ca un pas înainte pentru a ajunge să se reintegreze pe deplin în societate.
Nise da Silveira poate fi considerată un pionier al pet-therapy (terapie cu ajutorul animalelor de companie), utilă pentru reabilitarea socială a pacienților cu afecțiuni psihiatrice, în conformitate cu teoriile prezentate în lucrare Gatos, A Emoção de Lidar, publicat în 1998. 
Centrul Psiquiatrico Nacional din Rio de Janeiro, este acum numit Institutul Municipal Nise da Silveira, în onoarea ei.

## Decorații
- Officiale de l'Ordenm do Rio Branco, Ministério das Relações Exteriores, (Brazilia), 1987
- Persoana Anului 1992; Associação Brasileira de Críticos de Arte (Association brésilienne de critique des arts)
- Médaglia Chico Mendes; Associação Tortura Nunca Mais, São Paulo, 1993
- Ordem Nacional do Mérito Educativo; Ministério da Educação e do Desporto (Brazilia), 1993

## Opere
- Jung : vida e obra,  Rio de Janeiro, José Álvaro Ed., 1968
- Imagens do inconsciente, Rio de Janeiro, Alhambra, 1981
- Casa das Palmeiras. A emoção de lidar. Uma experiência em psiquiatria, Rio de Janeiro,  Alhambra, 1986
- O mundo das imagens, São Paulo, Ática, 1992
- Nise da Silveira, Brasil, COGEAE/PUC-SP 1992
- Cartas a Spinoza, Rio de Janeiro, Francisco Alves, 1995
- Gatos, A Emoção de Lidar, Rio de Janeiro, Léo Christiano Editorial, 1998